# Phalera defecta
Phalera defecta är en fjärilsart som beskrevs av Stauder. 1923. Phalera defecta ingår i släktet Phalera och familjen tandspinnare. Inga underarter finns listade i Catalogue of Life.